# Castell de Miranda do Douro
El castell de Miranda do Douro és un castell portuguès de Miranda do Douro, a Trás-os-Montes. Actualment és part de l'Àrea de promoció turística de les muntanyes.